# Георги Дончев (автомобилен състезател)
Вижте пояснителната страница за други личности с името Георги Дончев.
Георги Дончев (роден на 4 януари 1983 г.) е български предприемач и автомобилен състезател, който от 2016 г. участва в състезанието „Porsche Sports Cup Deutschland“.

## Състезателна кариера
Първият старт на Дончев в „Porsche Sports Cup Endurance“ е през 2014 г. с отбора на „PZ Reutlingenn“.
Впоследствие Георги Дончев започва да се състезава в Super Sports Cup с отбора на „Penske Racing“, но поради технически проблеми в първите четири кръга и катастрофа в шестия прекъсва сезона и продължава в Endurance сериите на Porsche Sports Cup през 2016 с отбора на SCHUTZ Motorsport (Overdrive Racing).

## Първи пълен сезон в „Porsche Sports Cup Deutschland“
Още в първите два кръга на пистата Хокенхаймринг, с помощта на втория си пилот Марвин Дийнст, Дончев записва две победи, с което излиза начело в класа си и на трето място в общото класиране. В третия и четвъртия кръг на пистата „Ред Бул Ринг“ в Австрия, поради отсъствието на Дийнст, Георги трябва да кара сам, и въпреки поройния дъжд успява да запише едно първо и едно второ място в класа си, с което запазва първото място в класа си и третото в общото класиране.
Дийнст се завръща за петия и шестия кръг на пистата „Нюрбургринг“, където двамата печелят в класа си в първия старт и отпадат от втория, поради инцидент причинен от друг пилот, докато се движат на първо място в класа и четвърто в общото класиране.
В седмия и осмия кръг на пистата Ошерслебен двамата с Дийнст печелят две убедителни победи в класа си с което затвърждават първото място в класа си и отиват на 2-ро в общото класиране.
Девети и десети кръг са на пистата „Спа-Франкоршан“, а заради технически проблеми по време на първия старт двойката завършва на второ място и след това печелия втория, въпреки получените от Дончев наказателни секунди. Призовите класирания допълнително затвърждават първото място в класа им, но ги изместват едно място по-надолу в общото класиране.
Последните два кръга на пистата Хокенхаймринг преминават много тежко. Поради инцидент по време на свободната тренировка колата на Дончев не може да продължи състезателния уикенд и той продължава, пилотирайки резервен автомобил на отбора. По време на първия старт тимът има много проблеми с колата, въпреки което записват второ място в класа си. В края на първия старт установяват, че колата е опасна за пилотиране и Дончев не стартира във втория, съответно не записва никакви точки за класирането. Въпреки малшанса в последния старт Дончев и немският му съотборник Марвин Дийнст оглавяват ранглистата в клас 5e-997 GT3 Cup на шампионата и запазват третото си място в общото класиране.

## Втори сезон в „Porsche Sports Cup Deutschland“
През 2017 г. българинът отново се състезава в спортната кампания на Порше с тима на „SCHUTZ Motorsport“ (Overdrive Racing), но в по-конкурентния клас 5d-991 GT3 Cup. В първите два старта от сезона технически неизправности в новия автомобил не позволяват на Дончев и Дийнст да участват в свободните тренировки, така че резултатът след началото на сезона е скромен – 18 точки за крайното класиране от едно седмо и едно четвърто място в класа.
За третия и четвъртия старт Георги Дончев кара с втори пилот Давид Ян, тъй като Марвин Дийнст се подготвя за „24-те часа на Льо Ман“. Дончев и Ян успяват да се преборят и с конкурентите, и с проливния дъжд на Хокенхайм, достигайки до трето място в първия старт и победа във втория. Така отборът на „SCHUTZ Motorsport“ (Overdrive Racing) се качва до трето място в общото класиране още преди средата на сезона. В следващите стартове от сезона катастрофи на съперник и съдийски наказания отдалечиха Георги Дончев от подиума, макар на стартовете на белгийската СПА и на Хокенхаймринг в Германия Дончев и съотборникът му Марвин Дийнст да стартират в предната част на решетката. Така с противоречиво представяне завършва сезон 2017, а Дончев компенсира с провеждането на редица вълнуващи събития за феновете на моторспорта в България.

## Трети сезон в „Porsche Sports Cup Deutschland“, първи стартове в DMV GTC и „Porsche Carerra Cup Deutschland“
Състезателният сезон 2018 в кампанията Porsche Sports Cup Endurance и Porsche Super Sports Cup в Германия започна с два подиума за Георги Дончев на Хокенхаймринг, след като на същата писта българинът и дебютантът Симеон Филипов бяха стигнали до второ място в престижното състезание на Немската асоциация по моторен спорт, DMV Gran Turismo Touring Car Cup (DMV GTC) през април.
В края на юни, на третия и четвъртия старт от шампионата на Porsche, Дончев претърпява тежка катастрофа, която води до сериозни щети по автомобила, но със заместващия автомобил българският пилот и съотборникът му за последния сезон Давид Ян стигат до първо място в класа и запазват амбицията в битката за първото място в сезон 2018 на Porsche Sports Cup Endurance.